# Li Š’-čen
Li Š’-čen (čínsky pchin-jinem Lǐ Shízhēn, znaky zjednodušené 李时珍, tradiční 李時珍; 3. června 1518 – 1593) byl jeden z nejvýznamnějších lékařů a farmakologů čínské historie. Je také považován za významného přírodovědce, který věnoval velkou pozornost klasifikaci a zařazení rostlin.

## Jména
Li Š’-čen používal zdvořilostní jméno Tung-pi (čínsky pchin-jinem Dōngbì, znaky zjednodušené 东璧, tradiční 東璧) a přezdívku Pin-chu-šan-žen (čínsky pchin-jinem Bīn húshānrén, znaky zjednodušené 濒湖山人, tradiční 瀕湖山人).

## Život a dílo
Pocházel z Čchi-čou v Che-nanu. Jeho otec byl lékařem a vynikajícím znalcem léčivých rostlin. Li Š´-čen měl křehké zdraví a jako dítě byl často nemocný. Rodinné prostředí i vlastní zdravotní obtíže v něm vzbudily zájem o zkoumání příčin vzniku nemocí i způsoby jejich léčení. Otec si však přál, aby syn získal významnější úřední postavení, než bylo v té době povolání lékaře a bránil mu v jeho záměru věnovat se medicíně. Ve čtrnácti letech složil státní zkoušky pro úředníky na okresní úrovni, ale v celostátních zkouškách již neuspěl. Přesvědčil otce, aby mu umožnil studovat lékařskou vědu.  Ve dvaceti dvou letech začal pod otcovým vedením vykonávat lékařskou praxi. Li Š´-čen postupně získával vlastní zkušenosti, nebál se experimentovat s novými léčebnými postupy a používat různé metody. Získal dobrou pověst díky úspěchům v léčbě a mezi jeho pacienty patřili i příslušníci nejvyšších kruhů. Li Š´-čen byl doporučen do Císařské akademie, která sdružovala nejproslulejší lékaře z celé země. V Akademii získal přístup k velkému množství odborné literatury i léčiv, což mu umožnilo rozšířit jeho lékařské výzkumy. Jeho hlavním cílem bylo shromáždit co nejvíce poznatků o léčivech, prověřit je a sestavit kompletní soupis léků. V klasických lékařských knihách nacházel řadu nedostatků a snažil se o jejich nápravu. Jeho přístup vyvolal nevoli císařských úředníkům, kteří v něm viděli neúctu k tradicím. Li Š´-čen koncem druhého roku (1561) z Akademie odešel zpět do rodné provincie. 

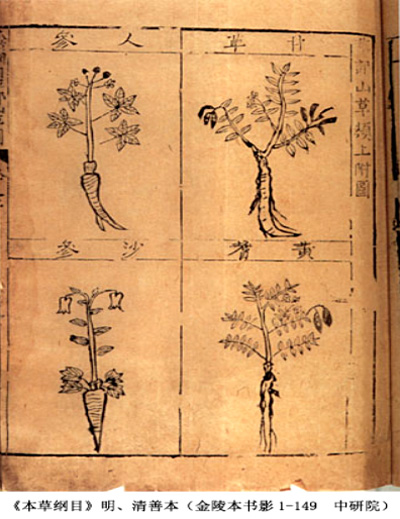
ukázka ilustrací v knize Pen-cchao kang-mu

Vedle lékařské praxe stále více času věnoval ověřování teoretických poznatků lékařských spisů. Procestoval několik provincií, kde se setkával s lékaři, zkoumal místní léčivé rostliny a lidové způsoby léčení. Po dvaceti sedmi letech praxe a výzkumů a prostudování asi osmi set farmakologických spisů začal pracovat na soupisu léčiv. V roce 1578 dokončil první verzi svého rukopisu, ale celý text upřesňoval a prověřoval ještě několik dalších let.
Jeho životní dílo, encyklopedie Pen-cchao kang-mu (本草纲目, Soupis stromů a bylin), má 52 svazků a tematicky je rozděleno na 16 hlavních oddílů a 62 pododdílů. Kniha obsahuje detailní popis 1982 léků čínské medicíny, z toho je 1195 léčivých rostlin, 357 minerálů a 340 druhů živočišných surovin. Všechny léky mají standardní popis: hlavní název, případně další pojmenování, podrobný popis místa výskytu, způsob sběru nebo pěstování a získávání léčebných látek. Dílo obsahuje celkem 11 916 receptů s popisem účinků jednotlivých léčiv a jednotlivých léčebných postupů. Text je doplněn více než tisícem ilustrací. Tiskem bylo dílo vydáno až tři roky po Li Š´-čenově smrti a brzy se rozšířilo po celé zemi. Později bylo přeloženo do mnoha jazyků a je klasickou prací ve svém oboru. 
Li Š´-čen napsal řadu dalších lékařských spisů ( např. Studium pulsu z Pin chu, Sbírka lékařských předpisů, Atlas patero vnitřností), které se však nezachovaly a jsou známy jen z ukázek v jiných spisech. Zabýval se také poezií. 
V jeho rodném městě byl po vzniku Čínské lidové republiky vybudován Li Š´-čenův památník obklopený stromy a květinami. Poblíž jeho sochy se nachází hrobka Li Š´-čena a jeho manželky, paní Wu.